# ジョンジョン
ジョンジョン（フランス語: djondjon、djon djon、djon-djon）は、ハイチ北部に自生する食用の黒キノコ。「カリブのトリュフ」とも称される香り高いキノコである。
ジョンジョンを用いたハイチの伝統料理は多数あるが、ジョンジョンの栽培は行われておらず、ハイチ北部以外にはほぼ見かけない。
ハイチではジョンジョンを乾燥させた食材も販売されており、外観は日本で販売されるキクラゲにも似る。
乾燥ジョンジョンは、キクラゲ同様に水に浸して戻すが、ジョンジョンを取り除いて灰色になった水を調理に用い、ジョンジョン本体は廃棄される。ジョンジョンをミキサー等にかけ、それ自体をソースに仕立てる調理もあり、鶏肉などのソースに使用される。

## ジョンジョンを用いた料理例
上述のようにハイチ以外でジョンジョンの入手は困難であるため、ブラウンマッシュルームや乾燥ポルチーニなどで代用されることもある。
- デイリ・ジョンジョン（英語版）[1]
乾燥ジョンジョンを戻した水で米を炊いた料理。